# 151 Abundantia
151 Abundantia eller 1974 QS2 är en asteroid upptäckt 1 november 1875 av den österrikiske astronomen Johann Palisa i Pula, Kroatien. Asteroiden har fått sitt namn efter Abundantia, överflödets gudinna, inom romersk mytologi med anledning av det ökande antalet upptäckta asteroider under 1870-talet.